# Lepthyphantes cruentatus
Lepthyphantes cruentatus este o specie de păianjeni din genul Lepthyphantes, familia Linyphiidae, descrisă de Tanasevitch, 1987. Conform Catalogue of Life specia Lepthyphantes cruentatus nu are subspecii cunoscute.